# Неферкара I
Неферкара I — єгипетський фараон з II династії.

## Життєпис
Ім'я фараона згадується у Саккарському списку, в Туринському папірусі його названо Аака Неферка. Манефон передавав його ім'я грецькою як Неферхерес та приписував йому 25 років правління.